# Waterboy
Pour les articles homonymes, voir Waterboy (homonymie).
Pour plus de détails, voir Fiche technique et Distribution.
Waterboy ou Le Porteur d'eau au Québec (The Waterboy) est un film américain réalisé par Frank Coraci, sorti en 1998.

## Synopsis
L'histoire se passe dans une ville de Louisiane. Robert Boucher (Adam Sandler) est un homme de presque 32 ans et qui désire être porteur d'eau (« waterboy », c'est-à-dire servir de l'eau aux joueurs) dans une équipe de football américain. Couvé par sa mère, Bobby ne peut pas prendre de responsabilités et décide, lorsqu'on le lui propose, de jouer dans cette même équipe de football en cachette. Il est d'ailleurs le meilleur plaqueur de son équipe. Il rencontre alors une vieille connaissance à lui, lorsqu'il sort d'un de ses fréquents matchs, Vicky Vallencourt (Fairuza Balk) qui tombe amoureuse de lui. En ayant assez des revendications de sa mère, il décide de se révolter, mais cette dernière simule une maladie. À son réveil, elle a une discussion avec son fils et ouvre enfin les yeux : son fils doit jouer au « floozeball » (c'est ainsi qu'elle appelle le football).

## Fiche technique
- Titre français : Waterboy
- Titre original : The Waterboy
- Titre québécois : Le Porteur d'eau
- Réalisation : Frank Coraci
- Scénario : Tim Herlihy (en) & Adam Sandler
- Musique : Alan Pasqua
- Photographie : Steven Bernstein (en)
- Montage : Tom Lewis
- Production : Jack Giarraputo & Robert Simonds
- Sociétés de production : Robert Simonds Productions, Touchstone Pictures & Waterboy Productions
- Société de distribution : Buena Vista Pictures
- Pays de production :  États-Unis
- Langue : Anglais
- Format : Couleur - DTS - Dolby Digital - 35 mm - 1.85:1
- Genre : Comédie
- Budget : 23 000 000 $
- Dates de sortie :
  - États-Unis : 6 novembre 1998
  - France : 9 juin 1999
  - Belgique : 30 juin 1999
- Dates de sortie DVD : 
  - France : le 19 janvier 2000 chez l'éditeur Walt Disney Studios Home Entertainment ; ressortie le 2 juillet 2003 chez l'éditeur Touchstone Home Video

## Distribution
- Adam Sandler (VF : Luq Hamet ; VQ : Michel M. Lapointe) : Robert « Bobby » Boucher Jr.
- Kathy Bates (VF : Michèle Bardollet ; VQ : Madeleine Arsenault) : Helen Boucher
- Henry Winkler (VF : Pierre Laurent ; VQ : Marc Bellier) : Coach Klein
- Fairuza Balk (VF : Stéphanie Murat ; VQ : Linda Roy) : Vicky Vallencourt
- Jerry Reed (VF : Hervé Jolly) : Coach Red Beaulieu
- Larry Gilliard Jr. : Derek Wallace
- Peter Dante : Gee Grenouille
- Clint Howard (VF : Daniel Lafourcade) : Paco
- Allen Covert : Walter
- Rob Schneider (VF : Ludovic Baugin) : Townie
- Jonathan Loughran (VQ : Stéphane Rivard) : Lyle Robideaux
- Robert Kokol (VF : Pierre Baton) : Le professeur
- Lynn Swann (VF : Thierry Desroses) : Lui-même
- Lawrence Taylor (VF : Thierry Desroses) : Lui-même
- Jamie Williams (VF : Dimitri Rougeul) : Bobby Boucher jeune
- Frank Coraci : Robert « Roberto » Boucher Sr.
- Paul Wight (VF : Achille Orsoni) : Le capitaine Insano

 Source et légende : version québécoise (VQ) sur Doublage.qc.ca

## Analyse